# Saloon No. 10

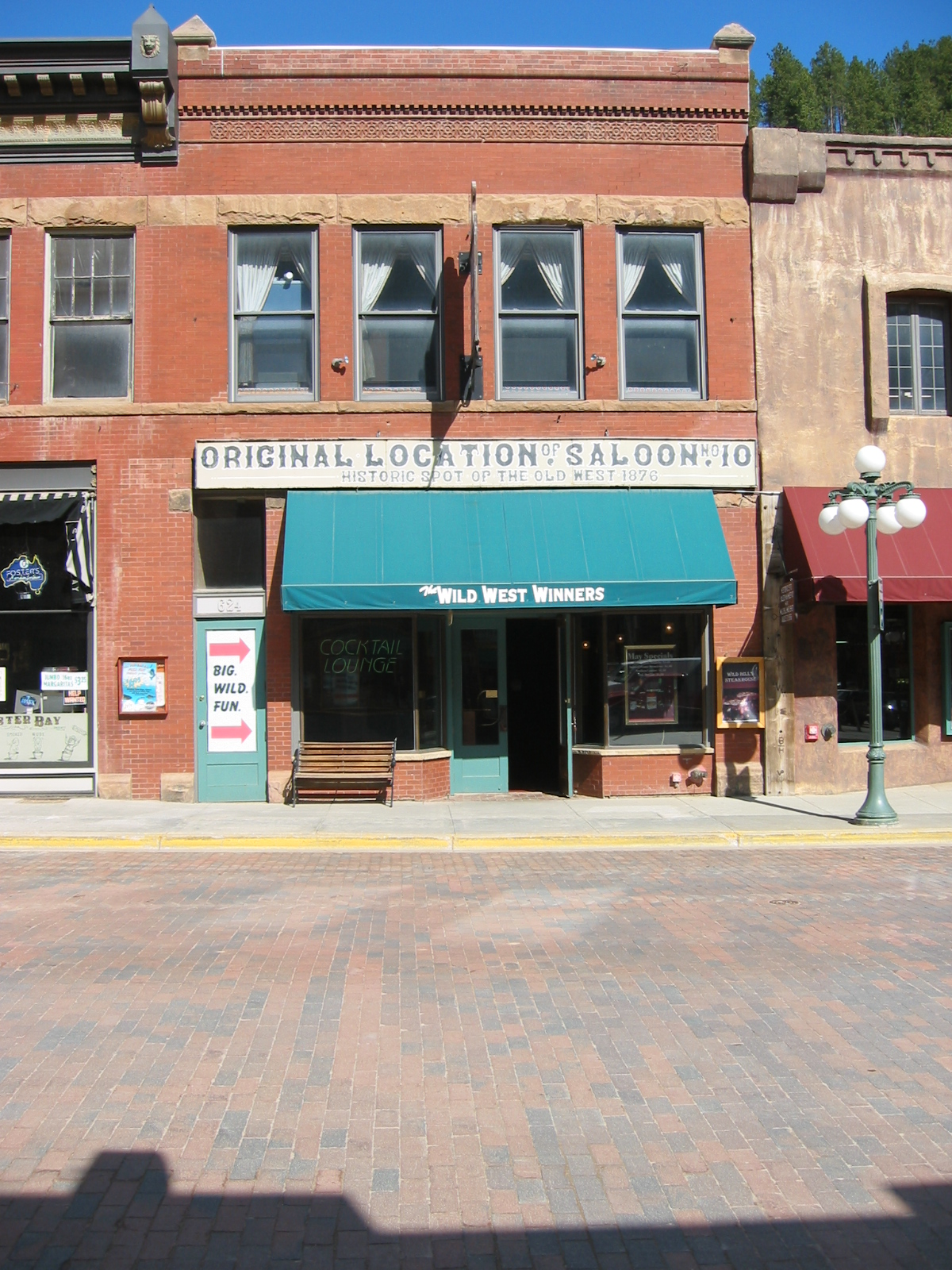
Saloon No. 10

Der Saloon No. 10 ist ein Saloon in Deadwood im US-Bundesstaat South Dakota, der insbesondere durch den Mord am Westernhelden James „Wild Bill“ Hickok berühmt wurde.

## Geschichte
Gegründet wurde der Saloon von William Nuttall und Tom Miller. Am 2. August 1876 wurde Wild Bill Hickok von Jack McCall beim Pokerspielen hinterrücks erschossen.
Ursprünglich stand der Saloon No 10 in der Main Street Nr. 624, wurde aber bei dem großen Stadtbrand im Jahre 1879 bis auf die Grundmauern zerstört. Von 1898 bis 1903 war der Saloon im I.H. Chase Building.
Seit 1938 steht der Saloon in der Main Street Nr. 657 und ist bis heute eine beliebte Touristenattraktion in Deadwood. Das Gebäude wird als Museum und als Gaststätte genutzt. Der Saloon wird nach seinen Besitzern auch Nuttall & Mann’s genannt.